# Polyura canomaculatus
Polyura canomaculatus är en fjärilsart som beskrevs av Johann August Ephraim Goeze 1779. Polyura canomaculatus ingår i släktet Polyura och familjen praktfjärilar. Inga underarter finns listade i Catalogue of Life.